# Термогравіметричний аналіз

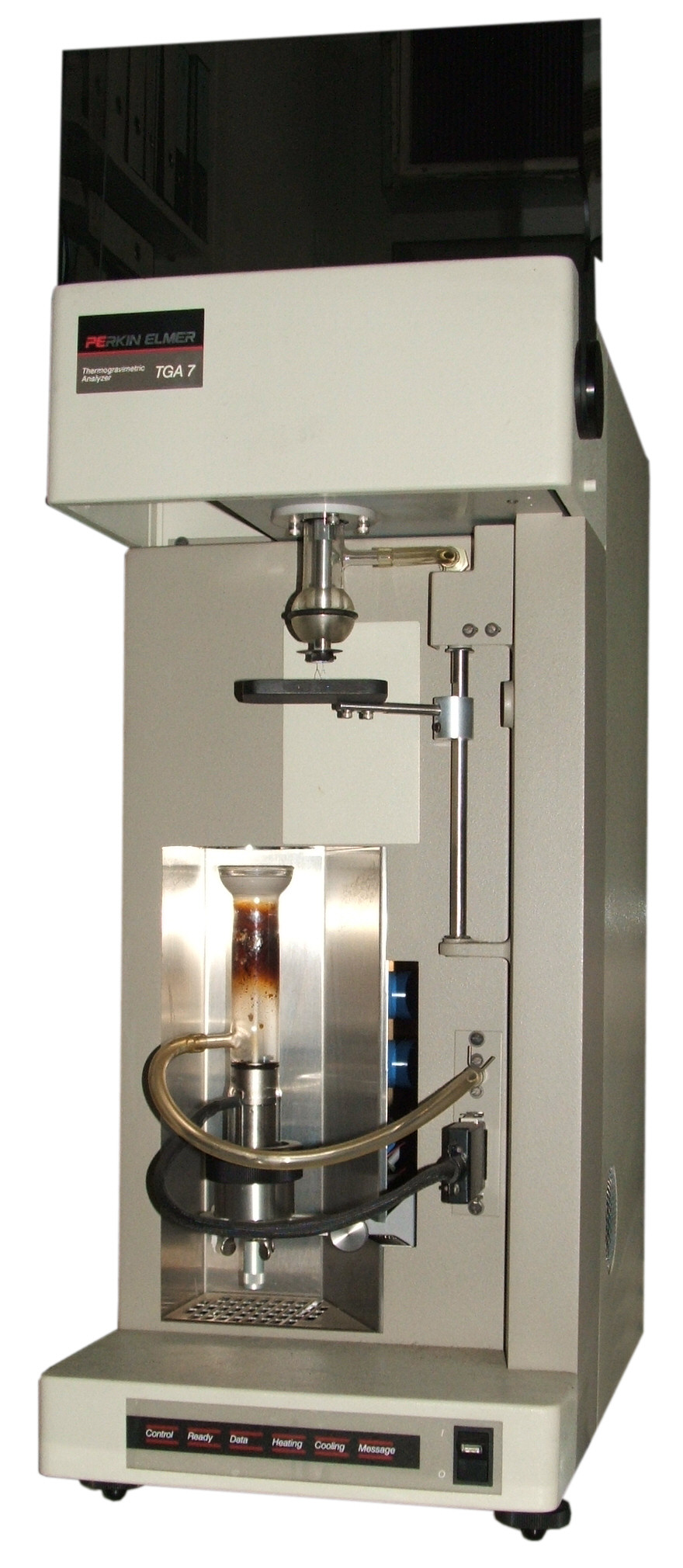
Термогравіметричний аналізатор.

Те́рмогравіметри́чний ана́ліз — метод термічного аналізу, при якому реєструється зміна маси зразка досліджуваної речовини або продуктів реакції в залежності від температури, що змінюється за певною програмою, або від часу (ізотермічно).
Результатом аналізу є ТГ-криві, що будуються у координатах маси наважки—температура або маси наважки—час. Для інтерпретації результатів ТГ-аналізу необхідна обробка ТГ-кривих. Зокрема, похідна від ТГ-сигналу (швидкість зміни маси), яка надається кривою ДТГ, дозволяє встановити момент часу або температуру, при якій зміна ваги відбувається найшвидше.